# Nyssia goodwini
Nyssia goodwini är en fjärilsart som beskrevs av Harrison 1910. Nyssia goodwini ingår i släktet Nyssia och familjen mätare. Inga underarter finns listade i Catalogue of Life.